# جشنواره فیلم سنگاپور

نامواره جشنواره فیلم سنگاپور

جشنواره بین‌المللی فیلم سنگاپور (SIFF، به چینی:新加坡国际电影节) یکی از جشنواره‌های فیلم آسیا است که هرساله حوالی آوریل/مه در سنگاپور برگزار می‌شود. این جشنواره از سال ۱۹۸۶ آغاز به‌کار کرد. سالانه در حدود ۲۰۰ فیلم از بیش از ۴۰ کشور جهان و با تمرکز با سینمای پیشگام آسیا در این جشنواره نمایش داده می‌شود. این جشنواره که بزرگ‌ترین جشنواره سینمایی سنگاپور است، هرساله در کنار نمایش فیلم‌ها و اهدای جوایز به بهترین‌ها، اقدام به برگزاری نمایشگاه‌ها، کارگاه‌ها و سمینارهای مربوط به سینما برای دست‌اندرکاران و دانشجویان سینما می‌کند. بیست و دومین دورهٔ جشنواره فیلم سنگاپور در آوریل ۲۰۰۹ برگزار شد.
جشنوارهٔ فیلم سنگاپور همچنین به‌عنوان رویدادی برای معرّفی و ارائهٔ آثار فیلم‌سازان آسیایی و به‌ویژه سینمای آسیای جنوب شرقی شناخته می‌شود. جایزهٔ اصلی این جشنواره پردهٔ نقره‌ای نام دارد.

## جایزه‌های سینمای ایران
- جایزه پرده نقره‌ای بهترین کارگردان بخش مسابقه آسیایی، رسول صدرعاملی برای فیلم هر شب تنهایی (۲۰۰۹)[۲]
- جایزه انجمن منتقدین بین‌المللی (فیپرشی) برای فیلم سگ‌های ولگرد، مرضیه مشکینی (۲۰۰۵)
- جایزه سینمای جوان در بخش مسابقه پرده نقره‌ای، برای فیلم پنج عصر، سمیرا مخملباف (۲۰۰۴)
- جایزه بهترین کارگردانی برای فیلم آینه (۱۹۹۸)[۳]
- جایزه بهترین فیلم برای فیلم بچه‌های آسمان، مجید مجیدی (۱۹۹۸)[۴]
- جایزه بهترین فیلم بلند آسیائی برای فیلم گبه، محسن مخملباف (۱۹۹۷)
- جایزه پرده نقره ای بهترین فیلم برای جاده خاکی، پناه پناهی (۲۰۲۱)[۵]